# Бончо Генчев
Бончо Любомиров Генчев (болг. Бончо Любомиров Генчев, нар. 7 липня 1964, Генерал-Тошево) — болгарський футболіст, що грав на позиції півзахисника. Відомий за виступами в болгарських клубах «Етир» та ЦСКА (Софія), португальський «Спортінг», англійські клуби «Іпсвіч Таун» і «Лутон Таун», а також національну збірну Болгарії, у складі якої зайняв 4-те місце на чемпіонаті світу 1994 року. Чемпіон Болгарії, володар Кубка Болгарії. Почесний громадянин Софії.

## Клубна кар'єра
Бончо Генчев народився в місті Генерал-Тошево, та розпочав виступи на футбольних полях у 1981 році в місцевому клубі «Спортист», взявши участь у 6 матчах чемпіонату.
У 1982 році Генчев перейшов до клубу «Осим» з Ловеча, а наступного року став гравцем клубу «Локомотив» з Горішної Оряховиці, де грав до 1987 року, та став одним із основних гравців атакувальної ланки команди.
У 1987 році Бончо Генчев привернув увагу представників тренерського штабу клубу «Етир», та став гравцем команди з Велико-Тирново. У складі «Етира» грав до 1991 року, та був постійним гравцем основи команди. У сезоні 1990—1991 року Генчев у складі великотирновського клубу здобув титул чемпіона Болгарії.
у 1991 році Бончо Генчев уклав контракт з португальським клубом «Спортінг». У складі лісабонського клубу болгарський хавбек провів один сезон, та був основним гравцем середини поля команди.
У 1992 році Бончо Генчев став гравцем англійського клубу Прем'єр-ліги «Іпсвіч Таун», в якому грав до 1995 року. У 1995 році болгарин став гравцем клубу Чемпіоншипу «Лутон Таун», у якому грав до 1997 року.
У 1997 році Генчев повернувся на батьківщину, та став гравцем софійського клубу ЦСКА. У складі софійського клубу Генчев у перший сезон виступів став кращим бомбардиром болгарської першості, а в наступному сезоні став володарем Кубка Болгарії.
У 1999—2002 роках Бончо Генчев грав у складі нижчолігових англійських клубів «Гендон» та «Каршелтон». У 2006 році ненадовго відновив ігрову кар'єру в команді «Гендон», а в 2007 році остаточно завершив виступи на футбольних полях.

## Виступи за збірну
У 1990 році Бончо Генчев дебютував у складі національної збірної Болгарії. У складі збірної був учасником чемпіонату світу 1994 року у США, на якому болгарська збірна досягла найвищого успіху на світових першостях, зайнявши четверте місце. У 1996 році Генчев грав у складі збірної на чемпіонаті Європи в Англії, але там болгарська збірна не вийшла з групи, після чого завершив виступи у збірній. Загалом протягом кар'єри в національній команді, провів у її формі 12 матчів, у яких забитими голами в ігровий час не відзначився.

## Кар'єра тренера
На початку 2016 року Бончо Генчев був призначений головним тренером свого колишнього клубу «Етир», проте вже 7 березня цього ж року покинув пост головного тренера, та став головою зональної ради Болгарської футбольної спілки у Велико-Тирново.

## Титули і досягнення
- Чемпіон Болгарії (1):

«Етир»: 1990–1991
- Володар Кубка Болгарії (1):

ЦСКА (Софія): 1998–1999
- Найкращий бомбардир чемпіонату Болгарії: 1997–1998 (17 голів, разом із Антоном Спасовим)